# Даниленко, Аверьян Корнеевич
Аверьян Корнеевич Даниленко (19 сентября 1912 — 28 декабря 1991) — передовик советского сельского хозяйства, комбайнёр зернового совхоза «Ново-Уральский» Министерства совхозов СССР, Таврический район Омской области, Герой Социалистического Труда (1951).

## Биография
Родился Аверьян Корнеевич 19 сентября 1912 года в селе Александровка Бердянского уезда таврической губернии, ныне Приазовского района Запорожской области, в крестьянской украинской семье. Работать начал с пятнадцатилетнего возраста в совхозе "Киркишунь" Джанкойского района Крымской АССР. Очень быстро самостоятельно освоил профессию тракториста и трудился на технике
В 1940 году семья Даниленко перебралась на постоянное место жительство в Омскую область. Трудоустроился комбайнёром в колхозе "Ново-Уральский" Таврического района. В годы Великой Отечественной войны и послевоенные годы Аверьян Корнеевич добивался высоких показателей в труде, готовил молодых механизаторов.
Работая на комбайне произвёл ряд усовершенствований в режущей и молотильной частях машины, оборудовал комбайн электричеством, что позволяло работать и в ночное время. Выгрузку зерна из бункера производил на ходу. Был инициатором социалистического соревнования за уборку хлеба без потерь и первым в совхозе стал вести уборку одновременно лущением стерни. В трудную из-за проливных дождей уборку урожая в 1950 году на сцепе двух комбайнов "Сталинец-6" за 35 рабочих дней с убранной площади собрал 15235 центнеров зерна и сэкономил 800 килограммов горючего.
За достижение в 1950 году высоких показателей на уборке и обмолоте зерновых культур, Указом Президиума Верховного Совета СССР от 30 апреля 1951 года Аверьяну Корнеевичу Даниленко было присвоено звание Героя Социалистического Труда с вручением ордена Ленина и золотой медали «Серп и Молот».
Избирался депутатом Омского областного совета депутатов трудящихся.
После выхода на заслуженный отдых переехал жить в город Верховцево Днепропетровской области Украинской ССР.
Умер 28 декабря 1991 года.  

## Награды
За трудовые успехи удостоен:
- золотая звезда «Серп и Молот» (30.04.1951),
- орден Ленина (30.04.1951),
- другие медали.